# Pilosella unamunoi
Pilosella unamunoi là một loài thực vật có hoa trong họ Cúc. Loài này được (C.Vicioso) Mateo mô tả khoa học đầu tiên năm 2006.